# Оружане снаге Исламске Републике Иран
Оружане снаге Исламске Републике Иран састоје се од редовне војске Артес (перс. ارتش جمهوری اسلامی ایران), Револуционарне гарде Пасдаран (перс. سپاه پاسداران انقلاب اسلامی), те полиције (перс. نيروی انتظامی جمهوری اسلامی ایران).
Наведене снаге без полиције обухватају 945.000 активних припадника. Све гране оружаних снага спадају под команду Врховног штаба оружаних снага (перс. ستاد کل نیروهای مسلح). Министарство одбране и логистике је задужено за планирање логистике и финансирање оружаних снага и није укључено у извршно војно заповедништво.
- Редовне оружане снаге Ирана састоје се од Копнене војске, Ратне морнарице, Ратног ваздухопловства и Противваздушне одбране. Те снаге обухватају 820.000 људи — копнена војска 650.000, ратна морнарица 70.000, те ратно ваздухопловство 100.000 људи. Новостворена противваздушна одбрана одвојила се од ратног ваздухопловства у 2009. години.
- Револуционарна гарда према претпоставкама броји 125.000 чланова у пет грана: сопственој ратној морнарици, ратном ваздухопловству, копненим снагама, Кудс специјалним снагама, те Басију (Басиџу).
- Басиџ је добровољачка паравојска под командом Револуционарне гарде. Број чланова је споран; ирански извори тврде како паравојска броји 12,6 милиона људи (укључујући жене), од чега је 3 милиона способно за борбу. Исти извори наводе како се паравојска састоји од 2.500 батаљона, од којих је део стално запослен. Неки западни извори[тражи се извор] из 2005. наводе како Басиџ има 90.000 активних чланова, 300.000 резервиста, те милион чланова који могу бити мобилизовани за рат.[1]

Према оцени америчког генерала Џона Абизаида, иранске оружане снаге су најмоћније на Блиском истоку.

## Историја
Кроз хиљаде година писане историје, током којих је задржао географску (стога и геополитичку) позицију, Иран (познат у западном свету и под именом Персија) имао је дугу и променљиву војну културу и историју: од статуса победничке војне суперсиле која је кроз миленијуме владала трима континентима, до серије готово катастрофалних пораза (започетих падом Елама) против претходно периферних сила попут Грчке, Арабије или азијских номада попут Монгола.
У античко доба, Иран је имао веома моћне супарнике попут Вавилона, Лидије или Египта, које је успешно покорио. Успешно се супротстављао и моћном Римском царству, са којим је ратовао готово седам векова, приликом чега је остварио победе у којима су гинули и римски цареви попут Валеријана, но и поразе при чему је зимски главни град Ктесифон био опустошен за време Трајана.
Ирански војни походи и војна култура оставили су богату заоставштину у доприносу војним вештинама, оружју, тактикама, стратегији, те утицају на човечанство уопште. Експедиције током 5. века п. н. е. у којима је иранска војска прелазила из Азије у Европу резултовале су градњом војних понтонских мостова који су били инжењерско чудо античког доба. Истовремено је због војног транспорта ратне морнарице из Црвеног мора у Медитеран изграђен и Даријев канал преко Суеза, прототип данашњег Суецког канала.
У значајне доприносе војној технологији спадају првенствено технологија композитног лука и стреле коришћеног у коњици, те појава тешко оклопљеног коњаништва (катафракта) у доба партске династије. Прва употреба тешког оклопа са расклопивом кацигом (у Европи познат као витешки оклоп) забележена је у доба иранске династије Сасанида.
Осим технолошких решења и достигнућа, познати су и законодавни првенци попут Кировог цилиндра, документа о правима покорених народа донесеног након иранског освајања Вавилона.

## Ратови и војне операције
- Англо-совјетска инвазија на Иран (1941).
- Дхофарска побуна (1962—1975). Учешће 1500 иранских трупа у помоћи оманском султану против побуне.
- Опсада острва Абу Муса те Великих и Малих Тунба (1971).
- Иранско-ирачки рат (1980—1988).
- Операција Прејинг Мантис (18. април 1988). Амерички одговор на иранско минирање Персијског залива при чему је страдала америчка фрегата Самуел Б. Робертс.
- Операција Главна шанса (1987—1989). Америчка операција заустављања иранског минирања пролаза Хормуз у доба Иранско-ирачког рата.

## Одбрамбени буџет
Иранско издвајање за одбрану 2007. године процењује се на шест милијарди долара према Лондонском Међународном институту за стратешке студије. Према глави становника то износи 91 $ што је мањи проценат од осталих земаља Персијског залива, изузевши УАЕ.

## Војна индустрија
У доба последњег иранског шаха Мохамеда Резе Пахлавија, иранска војна индустрија била је ограничена на набавку и производњу страног оружја. Америчке компаније попут Бела, Литона и Нортропа подигле су фабрике у Ирану где су се састављале разне врсте хеликоптера, авиона, навођених пројектила, електронске опреме и тенкова.
Године 1972. основана је Иранска електронска индустрија (ИЕИ). Основана је с циљем оспособљавања линија за поправку увезених страних оружја. Први успеси у самосталној војној производњи забележени су 1979. када су реверзним инжењерингом почели производити совјетски РПГ-7, БМ21 и САМ-7.
Већина иранског наоружања пре Исламске револуције била је увезена из Сједињених Држава и Европе. Процењује се да је између 1971. и 1975. шах потрошио преко осам милијарди долара само на куповину америчког оружја. Најпознатија је куповина авиона типа F-14, чиме је Иран постао једина земља на свету која ван САД има овај тип авиона. Овакве куповине су узбуниле амерички Конгрес који је донео закон о контроли извоза војне опреме. Ипак, Американци су наставили испоруку велике количине оружја Ирану све до 1979. године и исламске револуције.
После Исламске револуције, Иран се нашао у изолованом и оскудном стању у погледу војне технологије. Због економских санкција и ембарга на оружје који су увели Американци, Иран је био присиљен да се окрене домаћој војној индустрији, те трговини са малобројним земљама које су биле спремне пословати са Ираном. Револуционарна гарда је постала одговорном за стварање данашње иранске војне индустрије. Од њиховог преузимања контроле над производњом, војна индустрија се значајно проширила и због великог улагања у ракетну технологију Иран је убрзо створио огроман арсенал балистичких ракета.
Од 1992. године, Иран производи и сопствене тенкове, оклопне транспортере, навођене пројектиле, подморнице и борбене авионе.
Последњих година у Ирану је откривен развој многих софистицираних оружја попут пројектила и балистичких ракета Хоот, Коусар, Фатех-110, Схахаб-3, Сајил, Асхоура, Гхадр-110, Фајр-3, те много других ракетних система и беспилотних летелица за које је Израел тврдио како га шпијунирају. Године 2006. Иран је користећи беспилотне летелице шпијунирао амерички носач авиона УСС Роналд Реган 25 минута при чему није откривен радарима, након чега се сигурно вратио у иранску базу.

## Балистички програм
У новембру 2006. Иран је испаљивањем балистичких ракета почео 10 дана војних вјежби. Иранска национална телевизија известила је како су „тестиране десетине ракета укључујући и балистичке ракете Шахаб-2 и Шахаб-3, које имају домет 300-1.300 km, а ирански стручњаци тестирали су и Шахаб-3 с пуњењем од 1400 бомби“. Иранске војне вежбе биле су одговор на америчке у којима су скупа са савезницима вежбали у Хормузу, стратешки важној клисури за пролаз енергената из Персијског залива.
Верује се како Иран развија и ИЦБМ/ИРБМ ракетни програм познат као Гхадр-110, домета 3.000 km, паралелно с развојем свемирских ракета Сафир, уз помоћ којих је почетком 2009. лансирао сателит Омид у орбиту.

## Оружја за масовно уништавање
Израел и неке западне државе оптужиле су Иран да развија нуклеарно оружје. Међународна агенција за атомску енергију (ИАЕА) у свом је извештају у фебруару 2006. објавила како нема доказа за наведене оптужбе. Истовремено су и америчке обавештајне службе објавиле како сви доступни докази потврђују како Иран не развија нуклеарно оружје.
Иран је ратификовао Конвенцију о хемијском оружју 1997. године. Иранске трупе и цивили претрпели су десетине хиљада жртава приликом ирачких напада хемијским оружјем у доба Иранско-ирачког рата. Услед тога, Иран оштро и отворено иступа против употребе хемијског оружја, спомињући своја искуства са ирачким хемијским нападима на многим међународним форумима. Чак и данас, након више од 20 година од завршетка Иранско-ирачког рата, око 30.000 Иранаца се и даље лечи због претрпљених хемијских напада из времена рата. Велики број жртава хемијских напада развио је ефикасне третмане у иранским болницама, посебно оне у лечењу пацијената нападнутих сумпорним гасом.
Иран је такође ратификовао и конвенцију о биолошком оружју 1973. године. Иран поседује напредну биолошку и генетичку технологију којом се производе вакцине светске класе и за домаће потребе и за извоз.

## Наоружање
- Heckler & Koch G3 - стандардна пушка иранске војске, произведена у Ирану по лиценци
- S.5'56 - копија кинеске Norinco CQ
- KH-2002 - иранска булпап пушка у калибру 5,56
- AKM
- Type 56 - кинеска копија АК-47
- KL-7.62 - иранска копија кинеског Type 56 и руског АКМ